# Vollenhovia kaselela
Vollenhovia kaselela es una especie de hormiga del género Vollenhovia, tribu Crematogastrini, familia Formicidae. Fue descrita científicamente por Clouse en 2007.
Se distribuye por Oceanía: Micronesia. Posee una cabeza rectangular, dientes afilados, antenas de doce segmentos, pelos erizados y patas de color marrón anaranjado.